# Mariposa Grove
Mariposa Grove es una arboleda (en inglés: grove) de secuoyas gigantes ubicada junto a la entrada sur del parque nacional de Yosemite. Esa arboleda se encuentra en el condado de Mariposa en California, Estados Unidos y es un sitio muy popular dentro del parque. Fue descubierta por Galen Clark. Lo llamó "Mariposa Grove of Big Trees" (en español: Arboleda de Mariposa de grandes árboles), ya que estaba en el condado de Mariposa. Más tarde fue acortado y se llamó desde entonces Mariposa Grove. 
Esta arboleda alberga unas 490 secuoyas gigantes, con ejemplares de más de 1.800 años de edad y de hasta 70 m de alto. Además hay que añadir, que se encuentran en el lugar 2 de las 30 secuoyas más gigantes del mundo. Es también la arboleda más grande del parque nacional. Tiene una grandeza de 10 km² y está dividida en dos partes. La parte alta tiene 364 árboles secuoya y la parte más baja tiene 126 de estos árboles.
Gracias a la lucha de Galen Clark, esta zona fue protegida a partir de 1864, cuando el presidente Abraham Lincoln firmó una ley que reservaba Mariposa Grove y Yosemite Valley para “uso público, centro turístico y recreación” poniendo a Galen Clark como su guardián. Desde entonces el lugar se ha convertido en una atracción turística. En 1890 Yosemite fue declarado Parque Nacional y en 1906 se integró Mariposa Grove a ese parque gracias al trabajo de otro luchador importante al respecto, John Muir. 
Aunque estuvo cerrada al público entre 2015 y 2018 por motivos de conservación, actualmente vuelve a ser visitable.

## Árboles notables
- Árbol Galen Clark: Este árbol fue el primero descubierto por Galen Clark, cuando descubrió la arboleda. Por ello fue nombrado en su memoria.[4]
- Monarca caído: Este fue el primer árbol famoso en la arboleda, a pesar de que cayó cien años o más antes de que fuera descubierto en la década de 1850.
- Árbol Washington: Este es el árbol más grande de Mariposa Grove y del parque nacional Yosemite.[5]
- Grizzly Gigante: El Grizzly Gigante tiene casi 9 metros de diámetro en la base. Solo una de sus ramas es más grande que cualquier otra especie de árbol en el área. Es muy probablemente uno de los árboles más antiguos del planeta. También es el segundo árbol más alto del sitio.[6]
- Árbol Columbia: El Árbol Columbia es el árbol más alto del parque.[7]
- Árbol del túnel caido: En 1881, los hermanos Scribner usaron hachas de mano para abrir un pasadizo en la enorme base del árbol que permitía el paso de carretas tiradas por caballos. El árbol pasó a llamarse "Árbol del túnel caído" después de que se derrumbara durante una tormenta de nieve en 1969.[8]
- Árbol del túnel de California: Para atraer visitantes a la arboleda en 1895, se abrió un túnel a través del enorme árbol para permitir que los carruajes pasaran por su centro. Desde la caída del árbol del túnel de Wawona, es el único árbol de secuoya gigante vivo con un túnel hecho por el hombre.
- El Soltero y las Tres Gracias: Este es un grupo de cuatro secuoyas gigantes que se encuentra dentro de una caminata corta y fácil desde el área de llegada y el comienzo del sendero principal para la arboleda inferior.
- Pareja fiel: Son dos árboles de secuoya gigante creciendo tan cerca que se fusionaron a lo largo de los años para formar un solo tronco enorme.[8]
- Árbol de la pinzas de ropa: El Árbol de la pinza de ropa tiene un túnel natural no tallado a mano en su base causado por incendios a lo largo de los siglos. La apertura es lo suficientemente amplia como para que pase un automóvil mediano sin tocarla.[8]
- Árbol del telescopio: El Árbol del telescopio tiene la particularidad de que se puede caminar dentro de él y ver el cielo desde el interior del tronco.